# 胶州旅馆
36°3′50″N 120°18′50.5″E / 36.06389°N 120.314028°E
胶州旅馆（德語：Hotel Kiautschou），又译胶州饭店，是曾经存在于中国山东省青岛市市南区中山路5号的一处小型旅馆，其前身为特伦德尔饭店（Hotel Trendel），约建于1899年，现已不存。

## 历史
德军占领后不久的青岛，居住条件十分恶劣。1898年夏，德国商人安东·威廉·特伦德尔（Anton Wilhelm Trendel）到达青岛，在上青岛村开设了一家被德国人称为“绿牛”（Der grüne Ochse）的无名旅馆。同年秋，胶澳总督府开始土地拍卖后不久，特伦德尔便在邻近栈桥和火车站的弗里德里希街（Friedrichstraße，今中山路）海因里希亲王街（Prinz-Heinrich-Straße，今广西路）路口购地，建造开设了一家简陋粗糙的旅馆，以其名字命名为特伦德尔饭店。不久，由于女儿和儿子接连在青岛早夭，特伦德尔于1900年卖掉饭店，转而在当时医疗等条件略好的济南开设饭店，后来又成为北京六国饭店经理，1914年青岛战役期间曾作为预备役中尉回到青岛参战。
特伦德尔饭店后来改名为法尔克饭店（Hotel Falke）。约1901-1902年间，赫尔曼·沃尔夫（Hermann Wolff）接手该饭店，改名为胶州旅馆，并对其进行改建。1903年，饭店由威廉·亨内（Wilhelm Hinney）接手。1913年，库尔特·克雷奇希（Curt Krätzig）接手饭店。而1913年地籍图显示该饭店所在地块已为哈利洋行所有。
该建筑1914年青岛战役后业主不详，仍为商业用途。1950年代，该楼拆除，原址用于建设今广西路47号办公楼。

## 相关
紧邻胶州旅馆北侧的中山路17号近代建筑曾被误认为胶州旅馆旧址。

## 图集
- 特伦德尔在上青岛村的“绿牛”饭店
- 特伦德尔饭店
- 1900年代初的中山路南段，右侧为已经改名为胶州旅馆但尚未改建的原特伦德尔饭店，远处可见建设中的水师饭店
- 1913年的胶州旅馆（最右侧）与其左侧曾被误认为胶州旅馆的今中山路17号建筑